# Сражение у Малверн-Хилла
Сражение у Малверн-Хилла (англ. The Battle of Malvern Hill), также известное как Сражение у фермы Пойндекстора, произошло 1 июля 1862 года на территории округа Энрико, штат Вирджиния, и было последним сражением Семидневной битвы в ходе американской гражданской войны. В этом сражении генерал Конфедерации Роберт Ли предпринял несколько атак позиций федеральной армии на высоту Малверн-Хилл. Южане потеряли более 5300 человек, не захватив ни дюйма земли. Несмотря на эту победу, федеральный генерал Макклеллан приказал отступить и закрепиться у Харрисон-Лэндинг на реке Джеймса под прикрытием корабельных орудий, и на этом завершилась кампания на полуострове.

## Предыстория
Весной 1862 года федеральный главнокомандующий Джордж Макклеллан разработал план захвата Ричмонда (столицы Конфедерации) со стороны Вирджинского полуострова. Его Потомакская армия, численностью 212 500 человек при 44 батареях была погружена на транспорты и переправлена в форт Монро для стремительного броска на Ричмонд. Но вместо стремительного наступления армия Макклеллана на целый месяц задержалась, осаждая Йорктаун. 4 мая южане сдали Йорктаун и начали отступать к Ричмонду. Макклеллан атаковал их под Уильямсбергом и у Элтамс-Лендинг, а федеральный флот совершил попытку прорыва к Ричмонду по реке Джеймс. 30 мая федеральная армия начала переправу через Чикахомини, последнюю водную преграду на пути к Ричмонду. Джозеф Джонстон решил атаковать противника, разделённого рекой, и произошло сражение при Севен-Пайнс, но Макклеллан удержал позицию. Джонстон был ранен в ходе сражения и президент назначил командиром армии генерала Ли.
25 июня началась серия сражений, известная как Семидневная битва. Ли атаковал противника у Механиксвилла, но его атака была отбита с тяжёлыми потерями. Макклеллан решил отвести армию на более выгодную позицию у реки Джеймс. 27 июня он был атакован у Гейнс-Милл, где, после ряда неудач, южанам удалось решительной атакой проломить оборону противника и одержать свою единственную победу в Семидневной битве. 29 июня Ли снова атаковал Макклеллана у Саваж-Стейшен и 30 июня у Глендейла, но не добился успеха. Макклеллан удержал позицию у Глендейла, но решил, что более выгодной позицией будет высота, расположенная южнее, у Малверн-Хилла. 

### География

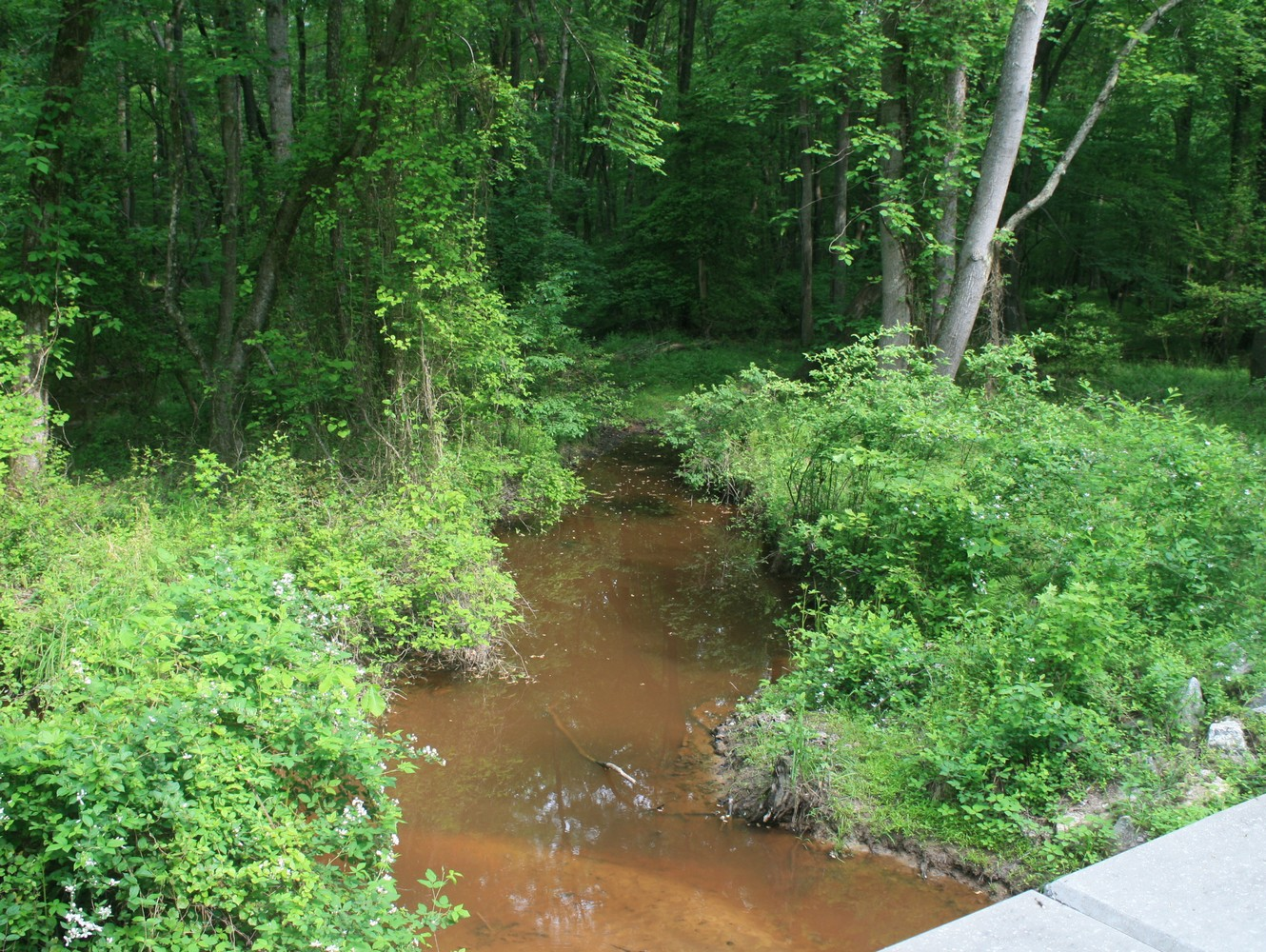
Вестерн-Ран около Чарльз-Сити-Роуд

Высота Малверн-Хилл находится в 3,2 километрах к северу от реки Джеймс и представляет собой плато, очень удобное для обороны. Это плато имеет относительную высоту около 40 метров и вытянуто на 2400 метров в длину и на 1210 метров в ширину.  Склон этого холма тянется примерно на 1600 метров и он относительно пологий, всего с одной-двумя небольшими низинами. Вдоль западного склона холма тянутся Малвернские скалы, под которыми протекает Туркей-Ран, приток реки Туркей-Айленд-Крик. Вдоль восточного склона протекает ручей Вестерн-Ран. Центральная часть высоты Малверн-Хилл немного ниже, чем её края. Ровный, безлесный склон холма не давал никакого укрытия атакующей пехоте, вынуждая её наступать по совершенно открытой местности.
«Всё вместе это составляло исключительно выгодную позицию, — писал Дуглас Фриман, — и если бы федеральные инженеры изучили всю округу под Ричмондом, они бы не нашли места более удобного для того, чтобы устроить кровавую баню атакующей их армии». Он так же называл его «хребтом Вими» в миниатюре. «Федеральная позиция 27 июня у Боатсвейн-Свемп была сильна, — писал он в другом месте, — но эта, на Малверн-Хилл, выглядела как полевая крепость!».

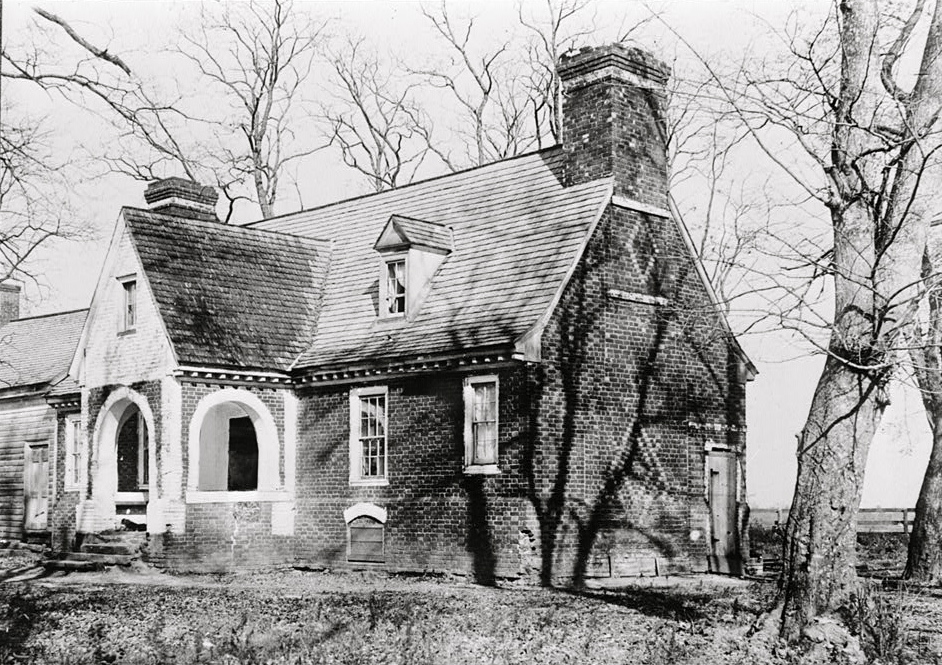
Усадьба Малверн-Хилл до пожара 1905 года.

На высоте и вокруг неё было разбросано несколько ферм. В 1200 метрах к северу от холма находилась ферма Пойндекстера и Картера. Крупнейшей была ферма Меллерта на западной стороне холма, которую ещё иногда называли Крю-Фарм. К западу от холма находилась ферма Вест-Фарм. Между этими двумя фермами проходила дорога Уиллис-Чеч-Роуд, которую иногда называли Квакерской дорогой (Квакер-Роуд). Эта дорога проходила мимо усадьбы Малверн-Хилл, которая дала название всему холму. Усадьба была построена Томасом Коком в XVII веке и названа в честь местности Малверн-Хилс в Англии. В 1781 году в этом месте дважды вставал лагерем Лафайет, а вирджинское ополчение стояло тут лагерем во время войны 1812 года. В 1905 году дом сгорел во время пожара и от него остались только фрагменты, которые внесены в список исторических памятников Вирджинии.

### Развёртывание федеральной армии

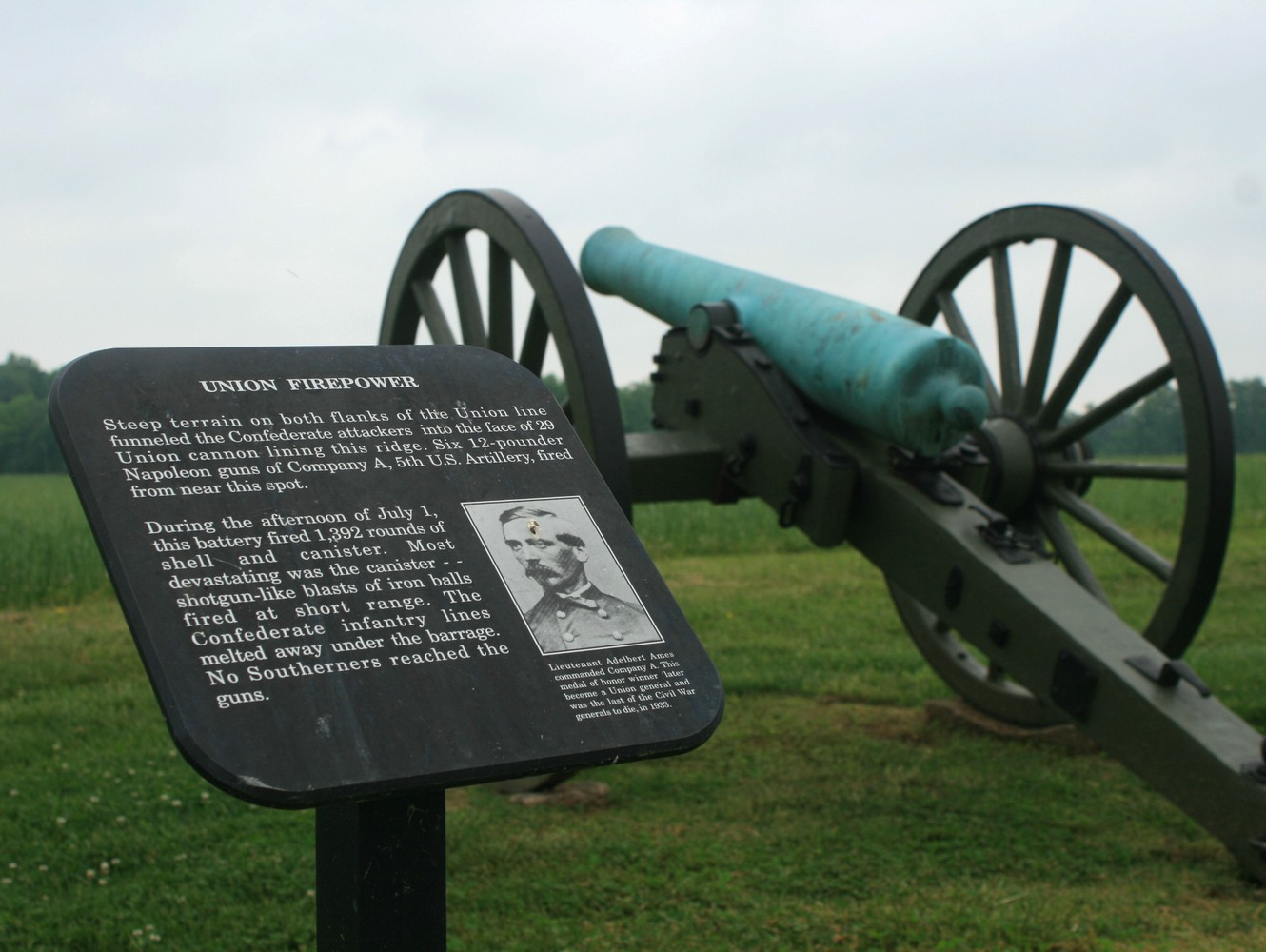
Мемориальная батарея Эймса на поле боя у Малверн-Хилла.

Утром 30 июня федеральный V корпус генерала Портера занял позиции на вершине высоты Малверн-Хилл. Генри Хант, шеф артиллерии Потомакской армии, разместил 171 орудие на высоте и ещё 91 орудие оставил южнее в качестве резерва. На северном склоне было установлено 8 батарей полевой артиллерии (37 орудий). Для прикрытия батарей была развёрнута дивизия генерала Сайкса. В резерве находились орудия полевой артиллерии, а так же тяжёлая артиллерия, в том числе пять 4,5-дюймовых орудия Родмана, пять 20-фунтовых Парротов и шесть 32-фунтовых гаубицы. По мере подхода остальной армии Портер постепенно усиливал линию. Дивизия Морелла удлинила линию на северо-восток. Дивизия Кауча, ещё не пострадавшая в боях Семидневной битвы, встала дальше к северо-востоку. В итоге 17 800 человек дивизии Морелла и Кауча стояли фронтом на север, откуда и ожидалось наступление армии Ли.
Макклеллан предполагал, что противник будет наступать со стороны Ричмонда и Уайт-Оук-Суомп и, таким образом, удар придётся в основном на левый фланг армии — дивизию Портера. Именно этот участок поля боя был особенно усилен артиллерией. Правый фланг был слаб, и его на всякий случай усилили завалами на основных дорогах.
Высота Малверн-Хилл была удобна для визуального наблюдения местности и удобна для размещения артиллерии. За предыдущие дни солдаты V корпуса успели подготовить её к обороне. Командир корпуса, Фицджон Портер, фактически осуществлял верховное командование как старший по званию, а сам Макклеллан не присутствовал на поле боя. Склоны высоты были очищены от зарослей, и все подходы к ней простреливались огнём 250-ти орудий. Кроме того, на южной стороне холма Портер держал в резерве несколько 20-фунтовых и 30-фунтовых Парротов. Дополнительную защиту оказывали три броненосца на реке Джеймс: USS Galena, USS Jacob Bell, и USS Aroostook.
Но у позиции были и слабые места. Местность была такова, что Портеру пришлось разместить всю пехоту и артиллерию на узкой полосе в 1200 метров шириной. Решительная атака могла бы прорвать оборону, и тогда подкрепления могли бы не подойти вовремя. А такая атака была возможна, поскольку Северовирджинская армия впервые за последние дни была полностью сконцентрирована.
Высоту Малверн-Хилл обороняла вся Потомакская армия за исключением дивизии генерала Сайласа Кейсей (которой теперь командовал Джон Пек) из IV корпуса, которую отправили к Харрисон-Лэндинг, где она, не участвуя в сражении, обороняла крайний правый фланг федеральной линии. Вся же линия тянулась от Харрисон-Лендинг на правом фланге до дивизии Джорджа Морелла на левом. Правее Морелла стояла дивизия Дариуса Кауча, который был временно выведен из IV корпуса и теперь занимал центр федеральной позиции. Генерал Портер позволил Каучу действовать самостоятельно и не передал его другому корпусному командиру. Правее дивизии Кауча стояли дивизии бригадных генералов Филипа Карни и Джозефа Хукера (из III корпуса Хейнцельмана). Ещё правее стоял II корпус Эдвина Самнера (дивизии Исраеля Ричардсона и Джона Седжвика).

### Развертывание Северовирджинской армии
Северовирджинская армия у Малверн-Хилла насчитывала примерно 55 000 человек и была примерно равна федеральной армии, отличаясь разве что большей решительностью. Ли рас считывал нанести последний решительный удар, чтобы полностью разбить федеральную армию. По многим признакам — по брошенным складам, повозкам, по тысячам дезертиров — Ли заключил, что Потомакская армия полностью деморализована и отступает. Во всех предшествующих сражениях разбить её не удавалось по той или иной причине и шансов на успех оставалось всё меньше.

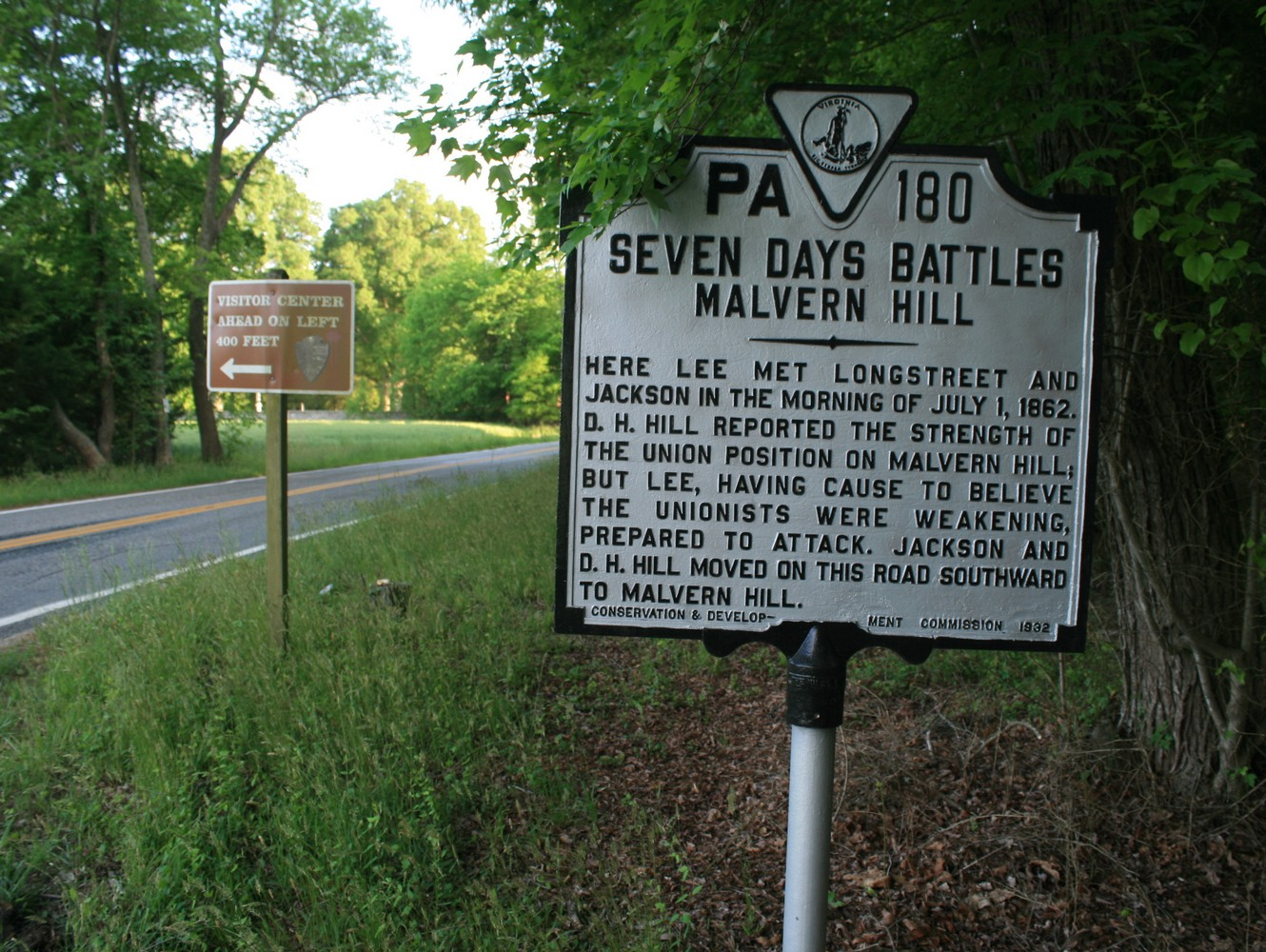
Маркер на месте встречи Ли со своими генералами.

Рано утром 1 июля ли встретился с дивизионными командирами, в том числе с Лонгстритом, Эмброузом Хиллом, Джексоном, Магрудером и Дэниелем Хиллом. Д. Хилл успел пообщаться с людьми, знающими эту местность, и усомнился в успехе предполагаемой атаки. «Если Макклеллан стоит там со всей своей армией, лучше оставить его в покое», — сказал он. Лонгстрит рассмеялся в ответ на его сомнения и сказал: «Не стоит так волноваться, теперь-то мы его точно разобьём».
Ли выбрал для атаки наиболее свежие, не потрёпанные предыдущими боями части: дивизии Д. Хилла, Джексона и Магрудера. Дивизии Лонгстрита и Э. Хилла, на которые пришлась основная нагрузка в предыдущие дни, были оставлены в резерве. По плану Ли предполагалось охватить Малверн-Хилл полукольцом: дивизию Д. Хилла разместить в центре, группу Джексона на левом фланге, а дивизию Магрудера на правом. Дивизию Уильяма Уайтинга и бригаду Уиндера было решено оставить у фермы Пойндекстера, чтобы при необходимости усилить ими наиболее опасные участки. Три бригады генерала Холмса встали на крайнем правом фланге.
Магрудеру было дано несложное задание — идти за Джексоном по Квакер-Роуд и разворачиваться справа от Джексона. Но при штабе была всего одна карта (у генерала Ли), на которую Магрудер не посмотрел, и даже не спросил Ли, куда ведёт эта дорога. Он нашёл трёх местных проводников и велел им вести его дивизию по Квакер-Роуд. Проводники повели Магрудера строго на запад по Лонг-Бридж-Роуд, что вызвало подозрения генерала Лонгстрита. Но и Лонгстрит был плохо знаком с местностью и не мог уверенно сказать, куда надо идти. Дивизия прошла довольно далеко по Лонг-Бридж-Роуд, когда прибыл офицер из штаба Ли и приказал возвращаться. Оказалось, что проводники имели в виду другую Квакер-Роуд, и в результате дивизия впустую промаршировала 3 или 4 мили на запад, а затем столько же обратно.
Пока дивизия Магрудера блуждала по лесам, левый фланг армии разворачивался на позиции. В первой линии встала дивизия Уайтинга, правее — бригада Тримбла, а ещё правее, поперёк Квакер-Роуд — дивизия Д. Х. Хилла. Дивизии Джексона и Юэлла встали позади в качестве резерва. Правее этих дивизий должен был развернуться Магрудер, но первыми на поле боя пришли бригады Армистеда и Райта (из дивизии Хьюджера) и заняли его место.

## Сражение
Ли лично изучил левый фланг на предмет удобных артиллерийских позиций. Лонгстрит изучил правый фланг и присоединился к Ли. Они поделились между собой наблюдениями и пришли к мнению, что имеются как минимум две хорошие артиллерийские позиции. Перекрёстный огонь с этих позиций мог бы сильно ослабить федеральную оборону и тогда пехота могла бы осуществить прорыв. Но даже если атака не представится возможной, артиллерийский огонь в любом случае дал бы им время на составление другого плана.
Ли составил план атаки и его начальник штаба, Роберт Чилтон, изложил его на бумаге. Этот бумажный приказ был отправлен дивизионным командирам:

Батареи размещены и готовы обстрелять позицию противника. Если позиции будут ослаблены, как должно, то Армистед, который сможет наблюдать результаты обстрела, даст криком команду к атаке. Делайте то же самое. 
Оригинальный текст (англ.)– Batteries have been established to rake the enemies' line. If broken as is probable, [Brig. Gen. Lewis] Armistead, who can witness the effect of the fire, has been ordered to charge with a yell. Do the same.
— Col. Robert H. Chilton's draft to commanders, sent July 1, 1862 at about 1:30 pm
Это был очень неудачный приказ, хотя бы потому, что отдавал решение о начале атаки Армистеду, который впервые выступал в роли бригадного командира. Кроме того, сигналом к началу был сделан боевой клич (Rebel yell) одной единственной бригады, который вполне мог быть не услышан или неправильно понят. Чилтон так же не указал на документе дату его составления, чтобы приказ можно было бы понять в контексте других приказов.
Историки называют этот приказ нелепым и иногда сомневаются в том, что Ли продиктовал его, или что заверил его после прочтения. Возможно, он просто изложил Чилтону саму идею, а тот сам изложил его на бумаге. Трудно объяснить происхождение этого приказа — возможно, Ли просто очень устал. Известно, что президент Дэвис, прибывший на поле боя, застал его спящим и не позволил Маклоузу разбудить командира, сказав, что тому нужен отдых. С другой стороны, есть свидетельства, что он сохранил ясность мышления, несмотря на усталость.

### Артиллерийский обстрел
На участке Джексона развёртывание артиллерии прошло без проблем: имелись удобные подходы и подходящие позиции. Степлтон Кратчфилд, шеф артиллерии Джексона, был болен в тот день и не смог принять командование, поэтому Джексон лично занялся размещением батарей. Ввести в действие удалось не все орудия: артиллерия дивизии Хилла была отправлена на пополнение припасов в Севен-Пайнс, и вместо них Пендлтон должен был прислать замену, но не прислал и не появился сам.
Первый выстрел сделала федеральная артиллерия: около 13:00 она начала обстреливать пехоту противника в лесу, а затем батареи южан, которые выдвигались на огневые позиции. На левом фланге Северовирджинской армии первыми открыли огонь две батареи дивизии Уайтинга и батарея дивизии Джексона: 
- Staunton Artillery: кап. Бэлтис
- Rowan Artillery: кап. Джеймс Рейли
- Rockbridge Artillery: кап. Уильям Погэ (батарея Джексона)[30]

Эти батареи начали бомбить позиции дивизии Кауча. Эти три батареи (16 орудий) начали ожесточённо перестреливаться с восемью федеральным батареями (37 орудий). Вскоре федералы подавили батарею Rowan Artillery. Две другие батареи Джексон размещал лично, их позиция была получше и они продолжали вести огонь. Всего за три часа артобстрела южане задействовали на этом участке 6 или 8 батарей, но им не удавалось ввести в бой более одной батареи единовременно.

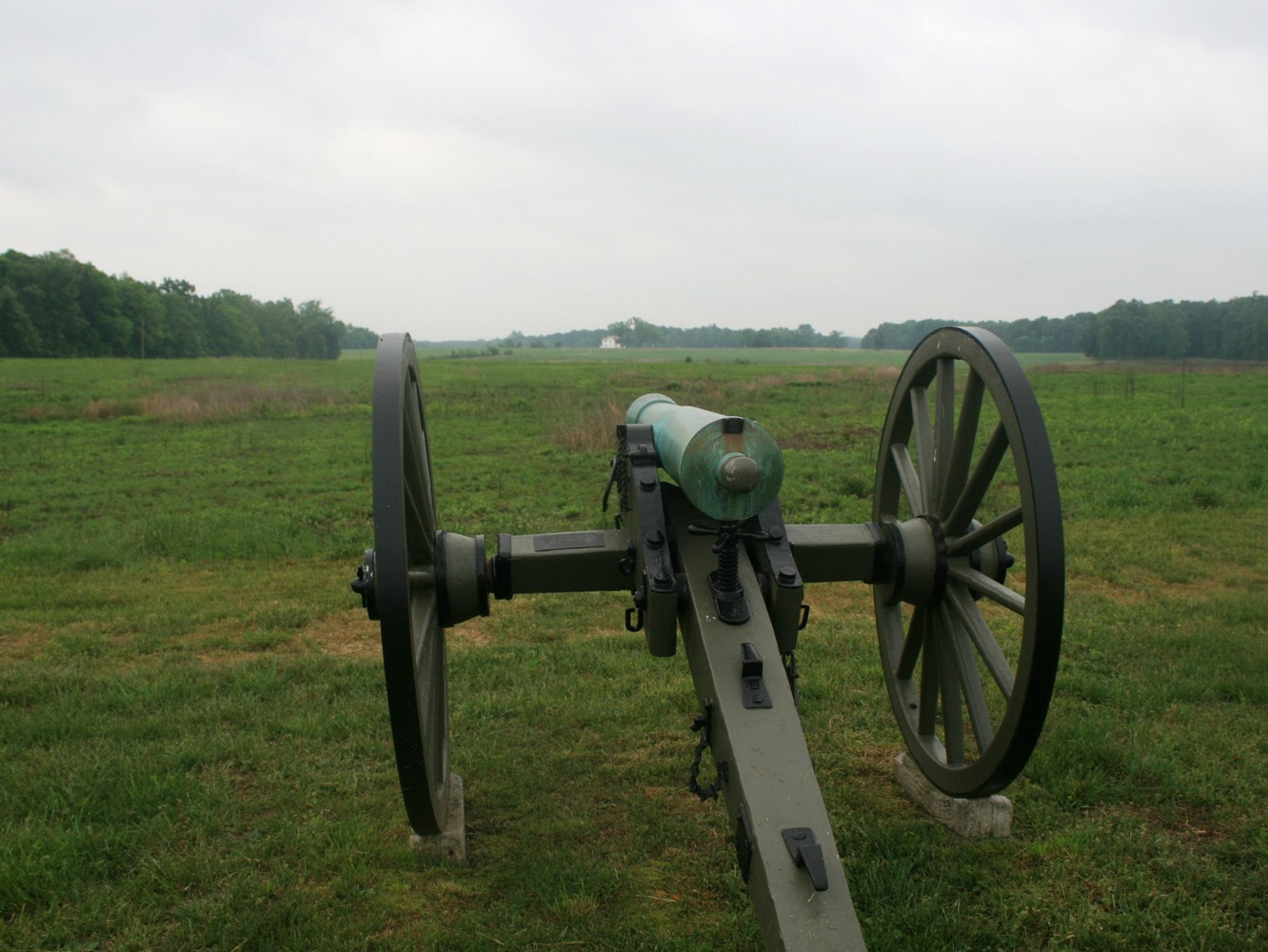
Мемориальное орудие на месте батарей правого фланга, нацеленное на позиции федеральной армии и дом Веста.

Хуже обстояло дело на участке Армистеда. Первым туда прибыл капитан Граймс с двумя орудиями, а затем Уильям Пеграм со своей батареей. Только в 15:00 появился  Лонгстрит, и Армистед запросил увеличить количество артиллерии. Постепенно, батарея за батареей, южане ввели в бой на правом фланге 6 батарей:
- Батареи дивизии Магрудера:
  - Washington Artillery: кап. Джеймс Харт
  - 1st Richmond Howitzers: кап. Маккарти
- Батареи дивизии Хьюджера: 
  - Grimes' Battery: кап. Кэри Граймс
  - Moorman's Battery: кап. Мурман
- Резерв Пендлтона:
  - Letcher Artillery: кап. Гринли Дэвидсон
- Батареи дивизии Э.П. Хилла:
  - Pegram's Battery: кап. Уильям Пеграм[34]

На этом участке произошло то же, что и на левом фланге, батареи вводились одна за другой, и федеральные батареи легко подавляли их концентрированным огнём.  Кроме того, батареи этого фланга начали огонь позже левого фланга, так что добиться запланированного перекрёстного огня так и не удалось.
На обоих флангах огонь артиллерии Юга не смог выполнить поставленную задачу. На федеральных позициях погиб Джон Бим, командир 1st New Jersey Artillery, и ещё несколько человек. Несколько батарей (не задействованных в обстреле) так же отступили с позиции. Но в целом федеральная артиллерия не понесла урона и продолжала свою бомбардировку. Известно, что федеральный лейтенант Чарльз Хейдон даже не проснулся во время обстрела. Генерал Д. Х. Хилл был сильно разочарован безрезультатностью обстрела и впоследствии называл его "фарсом".
Южанам так и не удалось ввести в дело свой артиллерийский резерв. 18 батарей резерва находились под командованием Уильяма Пендлетона, который, по его словам, не нашёл места для их развертывания и не получил никаких приказов на этот счёт. «Все, что мне оставалось делать, — писал в рапорте Пендлетон, — это стоять в стороне и ожидать развития событий или приказов». Он так же ссылался на то, что густой лес и болота не позволили ему использовать артиллерию. Артиллерист Портер Александр впоследствии обвинил Пендлетона в том, что тот спрятался так, что никто его не видел и не смог найти.
Южане планировали накрыть позиции противника перекрестным огнём — с фронта и с фланга, однако одновременного обстрела всеми батареями не вышло ввиду плохой работы штабов и ввиду того, что артиллерия Юга была распределена по бригадам. В обстреле участвовали 45 орудий, но только 6 или 8 вели огонь одновременно. Федеральные артиллеристы вскоре заставили эти орудия замолчать и отступить, при этом было убито около ста артиллеристов и погибло примерно 70 лошадей.

### Атака Магрудера

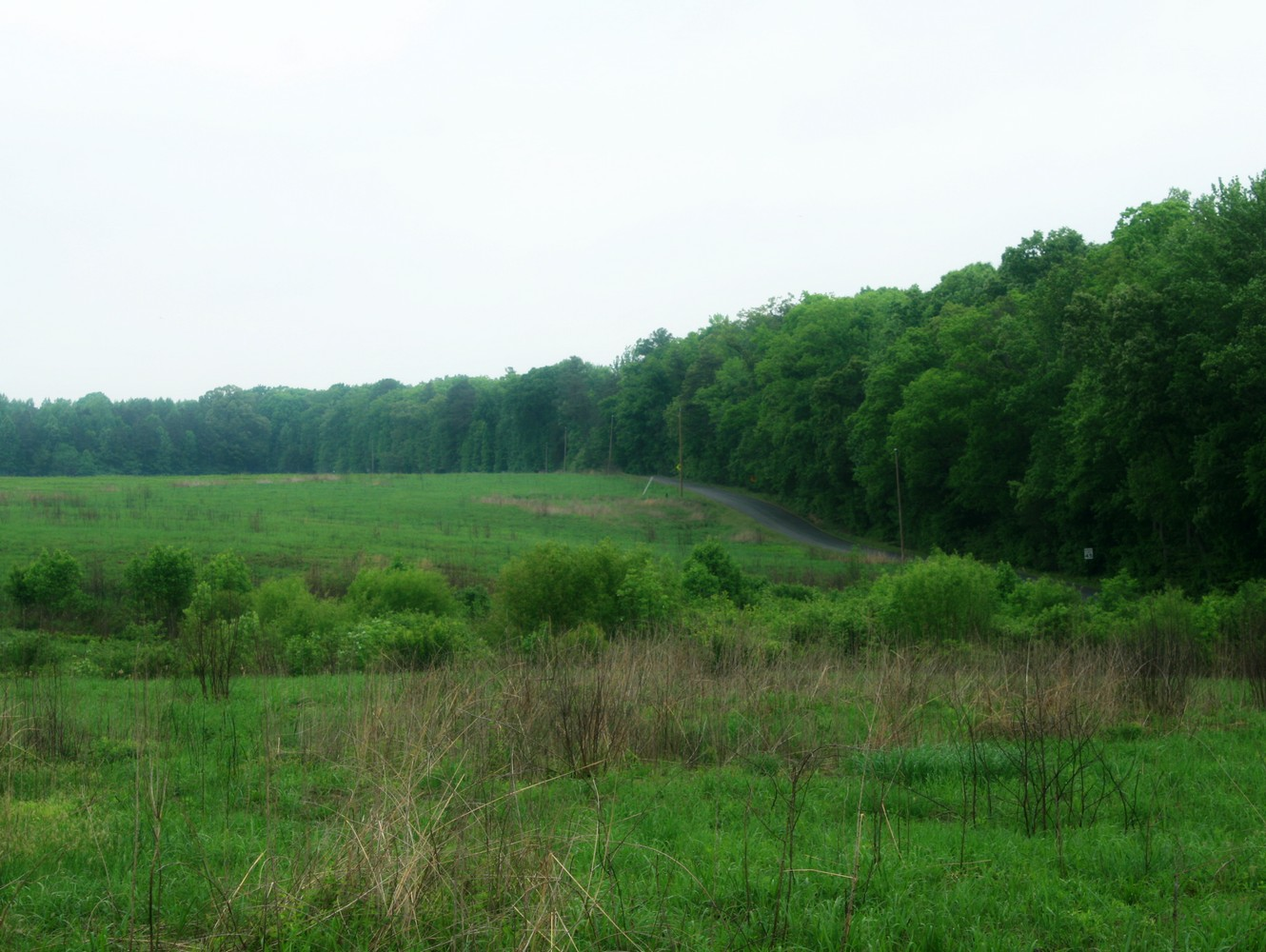
Низина, через которую наступала бригада Армистеда (вид на север)

Артиллерийская дуэль длилась примерно около часа и стала затихать в 14:30. Примерно в 15:30 бригадный генерал Льюис Армистед заметил, что стрелковая цепь противника подбирается к его людям и к батареям правого фланга. Армистед выбрал три полка: 14-й, 38-й и 53-й Вирджинские, и приказал им отбросить эту цепь. Часть бригады Райта присоединилась к атакующим. Этим событием началась пехотная фаза сражения. Стрелков отогнали быстро, но три полка попали под плотный артиллерийский обстрел и залегли в низине на склоне холма. Низина защитила их от огня, но с этой позиции они не могли ни наступать, ни отступать. Райт отвёл свои полки, а Армистед понял, что не сможет ничего сделать без поддержки артиллерии.
Между тем генерал Ли понял, что бомбардировка не достигла никакого результата и надо менять тактику. Он проехал вместе с Лонгстритом на левый фланг армии, и ему показалось, что атака с фланга может иметь успех. Было решено выделить для этого дивизии Лонгстрита и Э. Хилла. Перемещение дивизий требовало времени и это означало, что сражение откладывается до 2 июля. Лонгстрит начал выполнять этот приказ, и в это время, около 16:00, пришли две новости. Капитан Дикенсон сообщил, что Джон Магрудер прибыл на поле боя и находится на правом фланге, и что бригада Армистеда успешно наступает. Одновременно Чейз Уайтинг сообщил, что видит, как федералы отступают, и как отходит их артиллерия. Точное содержание этих донесений не известно, но они заставили Ли поменять планы и снова рассмотреть возможность фронтальной атаки. По мнению Фримана, Ли решил как минимум воспользоваться положением Армистеда на передовой позиции: Армистед мог заметить, когда противник начнёт отступление, и дать сигнал остальным. Ли продиктовал Дикенсону новый приказ для Магрудера:

Генерал Ли ожидает от вас быстрого наступления. Он говорит, что есть данные об отступлении противника. Двигайте вперёд все свои войска и развивайте успех Армистеда. Я размещу бригаду Махоуна там, где только что был полковник Андерсон. Бригада Рэнсома ушла на усиление генерала Кобба. 
Оригинальный текст (англ.)– General Lee expects you to advance rapidly. He says it is reported the enemy is getting off. Press forward your whole command and follow up Armistead's successes. I will have Mahone's brigade in the place just occupied by Colonel Anderson. Ransom's brigade has gone on to re-enforce General Cobb.
— Приказ за подписью Дикенсона

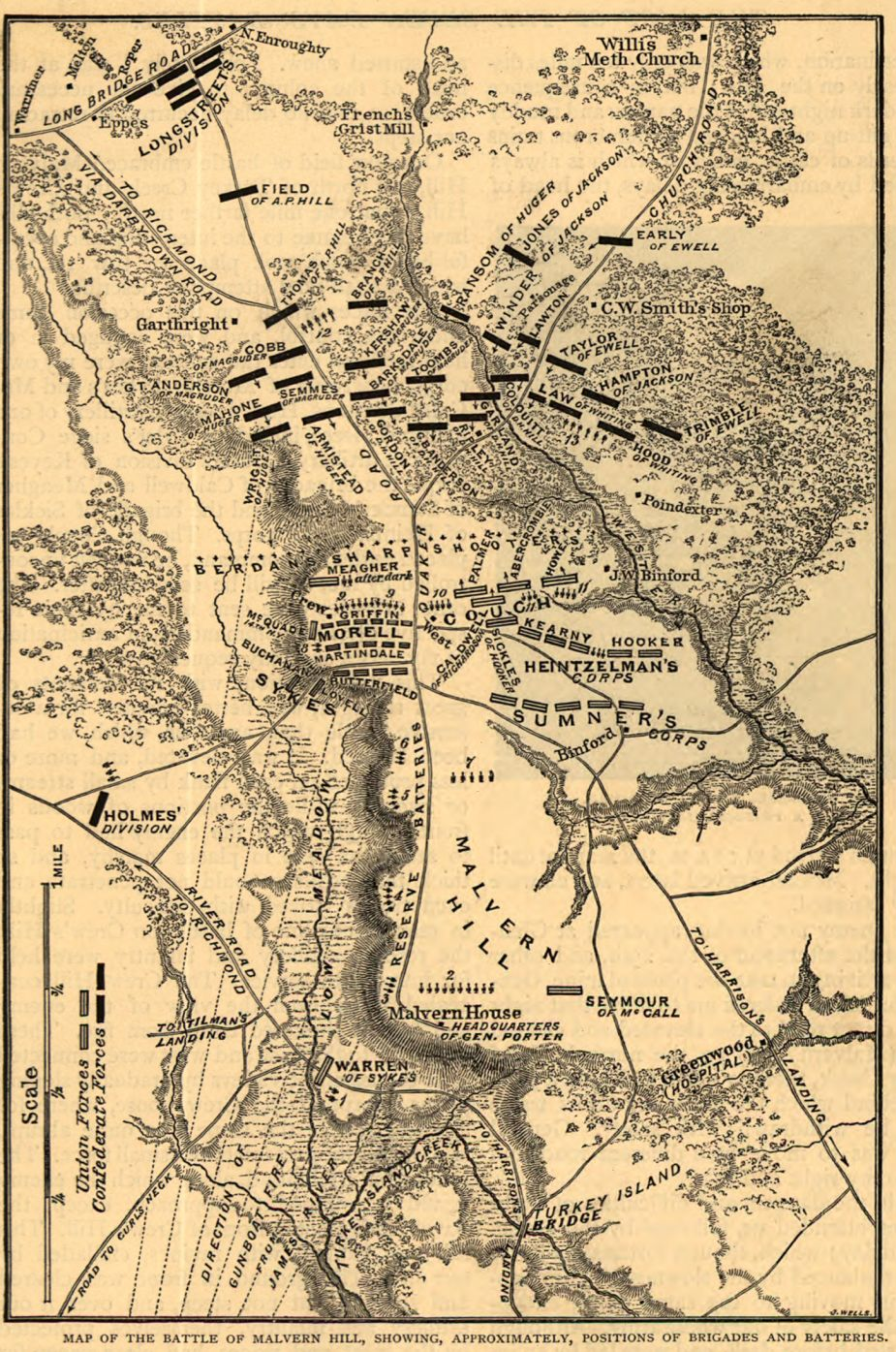
Карта сражения у Малверн-Хилла (1885 г.)

В таком виде приводится текст приказа в книге Фримана и Кевина Дугерти. Брайан Бёртон приводит тут текст приказа, который предыдущими авторами относится к 13:30.
Генерал Магрудер в тот день прибыл на поле боя в 16:00. Ему было приказано встать правее дивизии Хьюджера, на дальнем правом фланге армии. Прибыв на эту позицию Магрудер заметил наступление Армистеда и именно тогда отправил Дикенсона с донесением для Ли. Сам Магрудер в тот день был не вполне здоров: он ещё принимал морфий от расстройства желудка. Он вскоре получил приказ Ли от 13:30, требующий наступать вслед за Армистедом (и уже фактически устаревший ввиду провала бомбардировки), и ввиду отсутствия времени составления приказа, воспринял его как отданный только что. И тут же вернулся Дикенсон с приказом от 16:00. Это уже выглядело не просто как приказ, а как приказ, повторённый дважды.
Магрудер понял так, что Ли настаивает на немедленной атаке. Кевин Дугерти считает, что намерения Ли были иными; он хотел, чтобы Магрудер полностью подготовился к наступлению и далее ждал подходящего момента. Дуглас Фриман считал, что Ли именно отдал приказ атаковать, но дисциплинированность Магрудера не позволила ему отказаться от выполнения приказа даже тогда, когда он увидел, что позиция противника слишком сильна. Вероятно, он не хотел снова получить порицание за медлительность, как это было при Саваж-Стйшен.
Теперь Магрудеру надо было собрать какие-нибудь силы для атаки. Прямо под рукой у него были бригады Армистеда и Райта (из отряда Хьюджера); неподалёку находились бригады Махоуна и Рэнсома — тоже из отряда Хьюджера. Собственные дивизии Магрудера уже подходили, но ещё не были готовы для введения в бой. Магрудер решил, что должен воспользоваться бригадами Хьюджера. Он отправил к Хьюджеру штабного офицера Брента для уточнений, но Хьюджер сказал, что не вполне точно знает расположение своих бригад. Марудер решил обойтись без Хьюджера и послал Брента к Махоуну и Рэнсому. Но Рэнсом сказал, что Хьюджер запретил ему выполнять посторонние приказы. Махоун же соласился участвовать в атаке. В итоге в 17:30 Магрудер решил начинать атаку теми силами, что есть: бригадами Райта, Махоуна, и частью бригады Армистеда (всего около 5 000 чел.). 
Райт получил приказ наступать, имея бригаду Махоуна во второй линии. Бригада Райта состояла из четырёх полков: 3-го Джорджианского, 4-го Джорджианского, 22-го Джорджианского и 1-го Луизианского (ок. 1 500 чел.). 22-й сразу же потерял направление и выбыл из атаки, поэтому наступали фактически три полка. Бригада вышла из леса на пшеничное поле, где сразу попала под артиллерийский обстрел и под огонь снайперов Хайрема Бердана. Один из снайперов потом вспоминал, что бригада вышла из леса в идеальном порядке, но сразу начала рассыпаться на группы. Одни бросились вперёд, другие стали искать укрытие от огня.
На направлении атаки находилась федеральная дивизия Джорджа Морелла: бригада Чарльза Гриффина в первой линии, бригада Джона Мартиндейла во второй и бригада Дэниеля Баттерфилда в третьей. Основной удар пришёлся по бригаде Гриффина: 14-му Нью-Йоркскому, 4-му Мичиганскому, 9-му Массачусетскому и 62-му Пенсильванскому полкам. Райт смог приблизиться к полкам Гриффина на 300 метров, но подойти ближе не смог. Батарея А 5-го артиллерийского полка (под ком. Адальберта Эймса) выстрелила по наступающим 1392 раза — по 232 выстрела на каждый из шести «Наполеонов». Попав в такое положение, бригада Райта залегла в низине, ожидая какой-нибудь помощи.

### Атака Хилла

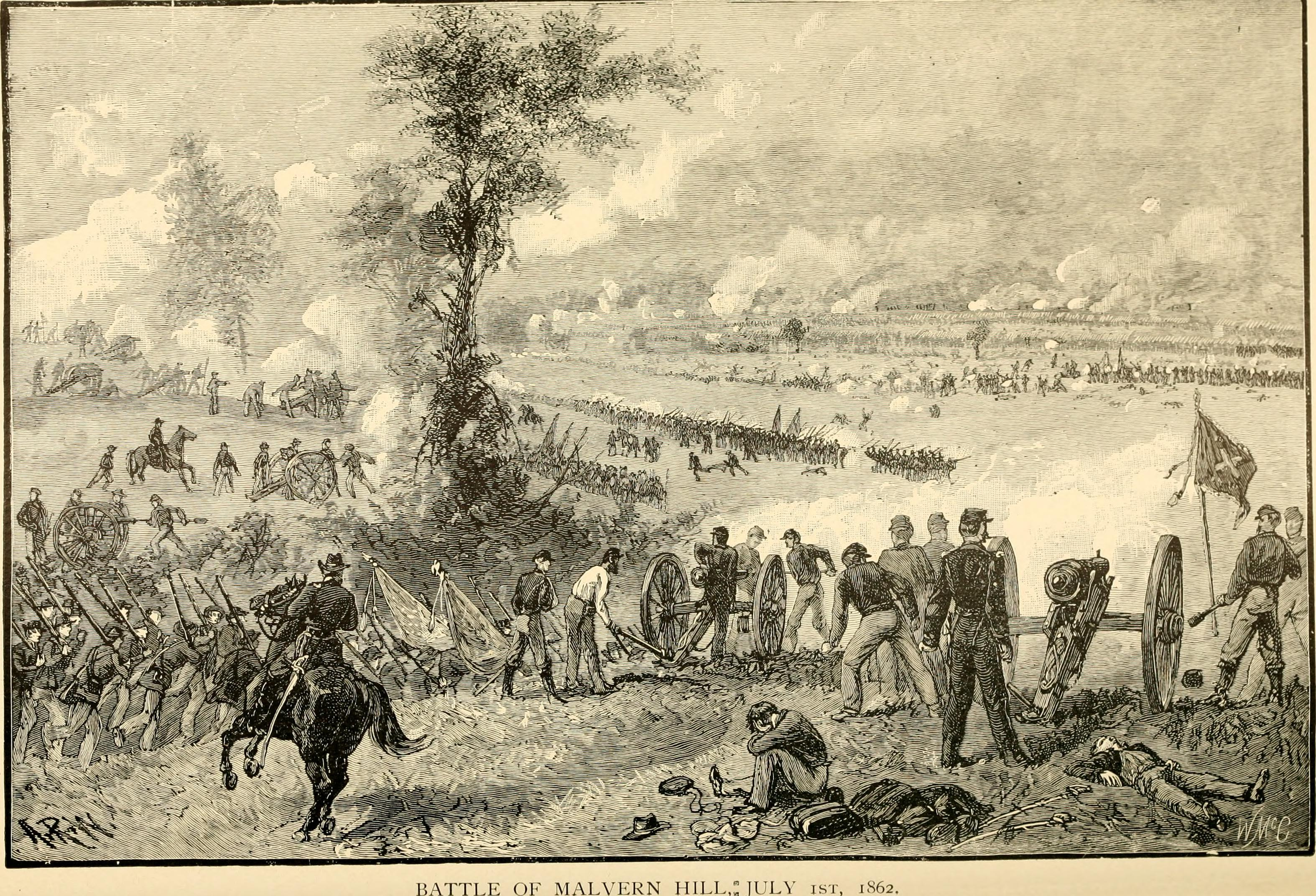
Федеральная артиллерия ведет огонь по наступающей пехоте южан у Малверн-Хилла.

Левее Магрудера стояла дивизия Дэниеля Хилла. Он ещё днём получил приказ атаковать вслед за бригадой Армистеда и согласовал план атаки с бригадными генералами, однако неудачная бомбардировка смутила его. Он не знал, как поступить и спросим мнения Джексона, то тот сказал следовать приказам: дождаться наступления Армистеда и следовать за ним. Время шло и Хилл уже готовился вернуть свою дивизию на ночёвку, как вдруг услышал шум битвы (наступление Райта), которое принял за наступление бригады Армистеда. «Это генеральное наступление! — воскликнул Хилл, — поднимайте свои бригады как можно быстрее и присоединяйтесь!».
У Хилла было 8200 человек в пяти бригадах, но вместо общей атаки получилось пять отдельных. Их атака была направлена на позиции дивизии Дариуса Кауча, у которого в первой линии стояли две бригады: Инниса Палмера и Эльбиона Хау. Бригада Джона Эберкромби стояла в резерве.
Крайне левой наступала бригада Рипли, но была остановлена. Правее наступала северокаролинская бригада Джорджа Андерсона (вместо которого командовал полковник Тьеу), но и она забуксовала. Рядовой бригады Джорджа Андерсона вспоминал: «мы перебрались через изгородь, прошли участок леса, потом через другую изгородь и в открытое поле, на дальнем краю которого виднелась линия янки...». При этом наступающим казалось, что их бригада наступает в одиночку. Ещё правее наступала алабамская бригада Роудса (Гордон командовал ею ввиду болезни Роудса) — она подошла почти на 200 метров к батареям. 3-й Алабамский полк этой бригады потерял в тот день 37 человек убитыми и 163 ранеными — это были самые высокие полковые потери того дня.
Во второй линии шли бригады Гарланда и Колкитта, но также без большого успеха. Леонидас Торренс из бригады Гарланда потом вспоминал: «Думаю, это был самый трудный бой из всех, что я знаю. Два или три часа подряд пули сыпались на меня, как град». Макклеллан, вспоминая, вероятно, именно атаку Хилла, писал: «Бригада за бригадой, формируясь под прикрытием леса, бросались бегом через открытое поле в атаку на наши батареи, но мощный огонь батарей, а также хладнокровные и уверенные залпы пехоты всякий раз отбрасывали их назад, покрывая поле убитыми и ранеными. В некоторых случаях наша пехота удерживала огонь, пока атакующие, прорываясь сквозь ураган шрапнели и снарядов, не приближались на несколько ярдов к нашим линиям. Тогда мы давали залп и бросались в штыковую, захватывая пленных и знамёна, и обращая противника в бегство в полном беспорядке».
Положение федеральной линии тоже было непростым. Дариус Кауч сообщил Портеру, что если атаки продолжатся, то ему потребуется помощь. Портер запросил две бригады у Самнера, но тот сам ждал атаки на своём фронте и выдал только бригаду Колдуэлла. Узнав про это запрос, генерал Хейнцельман отправил на помощь Портеру артиллерийскую батарею и бригаду Дэна Сиклса.
Дэниель Хилл так же запрашивал подкреплений и сам отправился на их поиски. Он нашёл бригаду Роберта Тумбса, которая уже в это время потеряла порядок и сам Тумбс находился неизвестно где. Хилл построил бригаду для боя и бросил её в атаку, но ряды бригады быстро рассыпались под артиллерийским огнём и она отступила в полном беспорядке. В целом во время этих атак дивизия Хилла потеряла 1 756 человек, не достигнув ничего. Несколько раз его бригады приближались к линиям противника и всякий раз отступали. «Что бы было, если бы остальные девять дивизий как-нибудь содействовали?», спрашивал Хилл впоследствии.

### Финальная атака
Все атаки южан не дали никакого результата, но это не остановило Магрудера, который собирал дополнительные подразделения и лично отправлял их одно за другим в атаку. Первым он встретил полк бригады Роберта Тумбса. Они были сильно разбросаны по полю боя, поэтому Магрудер не нашёл самого Тумбса и сам повёл полки в атаку. Эти полки сразу же был отбиты и отброшены назад в беспорядке. После этого подошли остальные полки Тумбса, так же пошли в атаку и так же были отбиты. Правее Тумбса из леса вышли бригады Джорджа Андерсона и Уильяма Барксдейла. При этом полки бригады Андерсона потеряли связь друг с другом. В итоге бригада Барксдейла пошла в центре наступления, два полка Андерсона — левее, а ещё три полка Андерсона — правее Барксдейла. Правые полки Андерсона бросились в атаку, но были остановлены у подножия холма. Левые полки Андерсона так и не атаковали всерьёз. Бригада Барксдейла наступала успешнее, и подошла на выстрел к полкам федеральной бригады Дэниеля Баттерфилда. Их перестрелка длилась больше часа.
Просьба Магрудера о подкреплениях дошла до Ли, и он велел Хьюджеру послать на помощь бригаду Роберта Рэнсома. Он также вызвал бригады Джозефа Кершоу и Пола Семса из дивизии Мак-Лоуза. Получив разрешение Хьюджера, Рэнсом первоначально решил атаковать холм в лоб, но вскоре понял бессмысленность такой атаки и отвёл бригаду в лес, где навёл в ней порядок. Затем он повёл её ускоренным маршем направо, в обход соседних подразделений, а атаковал дальний западный фланг федеральных позиций. Пока он совершал этот манёвр, Джексон отозвался на запросы Д. Хилла и послал ему а помощь несколько подразделений. Из своей дивизии он выделил бригады Александра Лоутона и Чарльза Уиндера, а из дивизии Юэлла — бригады Исаака Тримбла, Лероя Стаффорда и Джубала Эрли.
Бригада Рэнсома наступала в вечернем сумраке, ориентируясь на выстрелы орудий. Ей удалось прорваться дальше, чем прочим бригадам в тот день, но и она была отбита артиллерией Джорджа Сайкса. Она уже отступала, когда подошли бригады Кершоу и Семса. Они сразу пошли в атаку, но сразу же были отбиты. Бригада Семса находилась  западнее пересечения Картерс-Милл-Роуд и Уиллис-Чеч-Роуд; её атака была последней атакой того дня. Бригаде Кершоу так и не довелось атаковать: она наступала там, где прежде наступали бригады Тумбса, Андерсона и Коба, попала под огонь и своих и чужих, и сразу же отошла. Идущие за Кершоу бригады Джексона сразу потеряли порядок и были остановлены своими же отступающими частями. Офицеры пытались навести порядок и продолжить наступление, но не смогли ничего добиться.
Между тем Джексон  отправил на помощь Хиллу бригаду Эрли, вместе с которой отправился генерал Юэлл. Так как дорога Квакер-Роуд простреливалась федеральной артиллерией, Юэлл свернул с дороги влево и отправил бригаду через лес к реке Вестерн-Ран. Берега реки были слишком круты чтобы лошади смогли переправиться, поэтому Юэлл перешёл реку по дамбе выше по течению, проехал через лес и стал ждать Эрли на дороге Картерс-Милл-Роуд. Но Эрли не появлялся, его бригада уклонилась слишком далеко на юг. Тогда Юэлл в одиночку вышел к передовым позиция армии. Он встретил генерала Кершоу и попросил его поддержать предполагаемую атаку Эрли. Кершоу разместил своих людей всего в 250 метрах от федеральных орудий и стал ждать команды. Но Эрли всё ещё не появился. Тогда Юэлл нашёл два других полка и лично повёл их в атаку на федеральные позиции у дома Крю. Но и эта атака была отбита.
Солнце заходило, и Хилл посоветовал Юэллу не рисковать более, а просто держать позицию. Когда появилась бригада Эрли (всего три полка), ей было приказано залечь позади бригады Кершоу. Сражение стало затихать в 20:30. Юэлл и Уайтинг пробрались к пикетной цепи и убедились, что Потомакская армия всё ещё стоит на месте.
После отступления Семса и Кершоу пехотная фаза боя завершилась. Артиллерия продолжала вести огонь и затихла только в 20:30.

## Последствия
Макклеллан потом писал, что сражение завершилось полной победой федеральной армии. Но истощение запасов продовольствия, фуража и боеприпасов вынуждали Макклеллана отступить еще дальше к базе, в Харрисон-Лендинг. Часть обозов была отправлена в Харрисон-Лендинг ещё ночью 30 июня, а остальное — сразу после отражения последней атаки. Корпус Киза оставался прикрывать отступление и возводить завалы на дорогах, чтобы помешать преследованию. Последние обозы и последние арьергарды пришли в Харрисон-Лендинг только на закате 3 июля.
Уже вечером 1 июля Ли понял, что совершил ошибку, когда отдал приказ об атаке, не изучив предварительно ситуации на правом фланге. Он так же не понимал, почему Магрудер начал атаку, а не предупредил его о невозможности наступления. Вечером, встретив Магрудера, он спросил: «Генерал Магрудер, что заставило вас атаковать?», на что Магрудер ответил: «Я выполнял ваш приказ, повторенный дважды».

### Потери
Обороняя Малверн-Хилл, федеральная армия потеряла 314 человек убитыми, 1875 ранеными и 818 пропавшими без вести. Северовирджинская армия потеряла 869 убитыми, 4241 ранеными и 540 пропавшими без вести — значительная часть этих последних оказалась погибшими.

### Оценки
В своём рапорте генерал Дэниель Хилл писал: «Сражение у Малверн-Хилла могло увенчаться полным и славным успехом, если бы наша пехота и артиллерия действовали совместно. Батареи моей дивизии вводились в бой трижды, израсходовали все боеприпасы и были отведены в тыл. Если бы они были при мне с достаточном количеством боеприпасов, я уверен, что смог бы разбить противника на своем фронте. Опять же, отсутствие взаимодействия с другими дивизиями было крайне неприятным. Дивизия Уайтинга так и не вступила в дело, как и дивизия Холмса. Моя дивизия сражалась час или более со всей силой янки, и ни один солдат Конфедерации так и не помог нам. Фронт янки два раза был прорван и отступал, но свежие части приходили им на помощь. В этой ситуации общее наступление дивизий правее и левее моей могло бы дать решающий эффект. Через полчаса после того, как моя дивизия прекратила вести бой в соотношении 10 к 1 и отступила, начала наступать дивизия Мак-Лоуза, но и она повторила судьбу моей».
Артиллерист Портер Александер впоследствии недоумевал, «как так случилось, что наша армия вынуждена была штурмовать эту позицию?». Местность округ была относительно равнинная и можно было, по его мнению, легко обойти правый фланг противника и атаковать его тылы. Александер впоследствии вместе с Уэйдом Хэмптоном нашли множество обходных путей, но Ли не стал их искать в тот день. «В Мексике, где сражались гладкоствольными мушкетами, характер местности не имел большого значения, — заключил Александер, — но война нарезными мушкетами и орудиями шла совсем иначе, что было доказано и при Малверн-Хилле и при Геттисберге». 

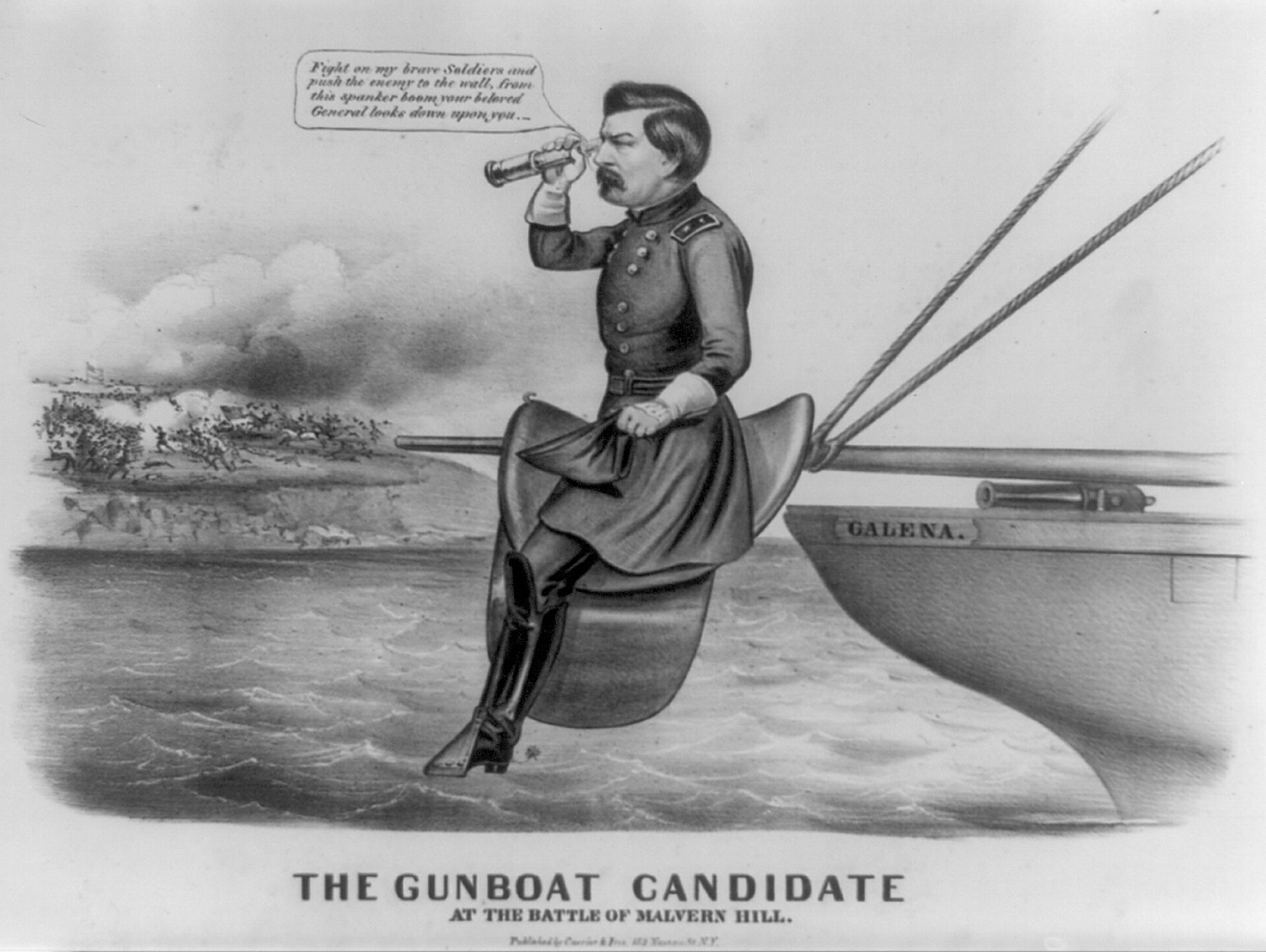
«Макклеллан при Малверн-Хилле», карикатура 1864 года.

Во время предвыборной кампании 1864 года оппоненты обвиняли генерала Макклеллана в уклонении от своих обязанностей, утверждая, что он весь день провёл на борту броненосца «Галена». Газета «Cinncinati Commercial» писала: «Макклеллан на борту броненосца во время сражения при Малверн-Хилле являет собой самую отвратительную картину этой кровавой войны». Однако, обвинение не было справедливым; Макклеллан действительно отправился на корабль утром, но в 15:30 вернулся на поле боя и находился там во время наступления южан.
Первый лейтенант Джон Уильсон, впоследствии суперинтендант Вест-Пойнта (1889—1893) 3 июля 1897 года получил медаль Почёта за Малверн-Хилл.

## В литературе
Сражению посвящено стихотворение Германа Мелвилла «Малвернский холм».